# Li Fubao
Li Fubao (李福宝S, Lǐ FúbǎoP; Zhangjiakou, 23 dicembre 1955 – Foshan, 23 giugno 2025) è stato un calciatore cinese, di ruolo centrocampista.

## Carriera

### Club
Ha giocato nella prima divisione cinese.

### Nazionale
Ha rappresentato la nazionale cinese alla Coppa d'Asia nel 1980.